# 松山恭助
松山恭助（日语：／ Matsuyama Kyōsuke，1996年12月19日—）生于东京都，是一名日本男子击剑运动员，主攻花剑。他4岁时开始和哥哥一起加入家乡当地的击剑俱乐部练习击剑。2011年，他在花剑世界杯首尔站完成自己的国际比赛首秀。高中后，他进入早稻田大学体育科学部就读，2020年毕业。
2024年巴黎奧運與飯村一輝、敷根崇裕和永野雄大一同在男子團體鈍劍項目擊敗義大利取得金牌。